# Dzieje Piotra i Pawła
Dzieje Piotra i Pawła, także Męczeństwo Piotra i Pawła – grecki apokryf Nowego Testamentu autorstwa Pseudo-Marcellusa. Zachował się w dwóch wersjach: krótszej i dłuższej.

## Charakterystyka
Rzekomym autorem apokryfu jest Marcellus, będący w rzeczywistości postacią fikcyjną. Miał on być uczniem Pawła, później Szymona Maga, a później Piotra, którego ciało miał po śmierci pochować. Wersja krótsza utworu powstała w V lub VI wieku w południowej Italii. Wersja dłuższa mogła powstać w IX wieku. Tekst koncentruje się przede wszystkim na postaci Piotra, ale podkreślono jego jedność z Pawłem.

## Treść
Wersja dłuższa rozpoczyna się opisem knowań Żydów przeciwko Pawłowi, który po opuszczeniu Gaudomelety (Malty) chciał spotkać się z Neronem. Żydzi skutecznie poprosili cesarza o uniemożliwienie Pawłowi wjazdu na teren Italii. Apostoł tymczasem przybył do Puteoli. W międzyczasie śmierć poniósł podobny wyglądem właściciel statku imieniem Dioskur, którego wzięto za Pawła. Następnie Paweł wyruszył do Rzymu, a Puteoli zapadło się. Po drodze zatrzymał się w Tres Tabernae, gdzie miał widzenie dotyczące biskupa Juwenalisa, który współżył z przełożoną klasztoru. Dlatego też Paweł wysłał jednego ze swoich uczniów, aby upomniał biskupa. Juwenalis wyznał swój grzech Piotrowi, który dowiedział się, że Paweł żyje.
Na początku wersji krótszej znajduje się opis, iż Paweł przybył do Rzymu z Hiszpanii, co sugerowałoby jego drugi pobyt w tym mieście. Judeochrześcijanie w tej wersji oskarżali Piotra, który zniósł ich zdaniem żydowskie zwyczaje, w tym obrzezanie i święta. Piotr i Paweł wygłosili mowy, w których wywiedli pochodzenie Chrystusa od narodu żydowskiego, podkreślając przy tym uniwersalizm zbawienia. Dalsza część tekstu koncentruje się na sporze Piotra i Pawła z Szymonem Magiem, która zaprowadziła ich przed cesarza. Podczas sporu odczytano również list Piłata do Klaudiusza. Chcąc udowodnić synostwo Boże, Szymon na Polu Marsowym podjął próbę wstąpienia do nieba, jednak wskutek modlitwy Piotra spadł i zmarł. Za to apostołowie zostali skazani na śmierć: Piotr na ukrzyżowanie, a Paweł na ścięcie mieczem. Piotr został na swoją prośbę ukrzyżowany głową w dół; pojawia się również motyw quo vadis. Apokryf podaje, że obaj apostołowie zmarli 29 czerwca. Opisana jest również śmierć Nerona, który wskutek powstania zbiegł na pustynię i tam umarł; te dane są zmyślone.